# Szinte Gábor (festő)
Szinte Gábor (Budapest, 1928. augusztus 18. – Budapest, 2012. szeptember 30.) díszlettervező, festő, grafikus.

## Életútja
Felsőfokú tanulmányokat a Magyar Képzőművészeti Főiskolán folytatott, Bernáth Aurél, Berény Róbert és Szőnyi István voltak a mesterei. Az elbeszélő, figurális festészet kiváló képviselője. 1956-ban "önkényesen" Olaszországba távozott és két év múlva a firenzei Accademia delle Belle Arti-n kapott diplomát.
Első önálló kiállítását az olasz köztársasági elnök, Gronchi nyitotta meg. Szinte Gábor a nemzetközi karrier helyett Magyarországot választotta, ahol visszatérése után azonnal kizárták a Képzőművészeti Alapból, ezért díszlettervezőként helyezkedett el. Ádám Ottóval, Várkonyi Zoltánnal és más rendezőkkel együtt dolgozva több mint 100 előadás díszleteit készítette el.
Közben lassan – Vilt Tibor segítségével – visszatérhetett a magyar festészet világába, sőt egyetemi tanárként évtizedeken át művészettörténetet tanított a Színművészeti- és a Képzőművészeti Főiskolán. (Műtörténészként két izgalmas könyvet is megjelentett "második hazája", Olaszország városairól és műkincseiről: Séták Velence és Firenze titkai körül (Budapest : Magánkiadás, 2001), valamint a Róma, Nápoly, Apulia titkai (Budapest : Jonathan Miller Kiadó, 2003.)
II. Szilveszter pápa szülőhelyén, a franciaországi Saint-Simon székesegyházában 2005-ben avatták fel a pápa életútjáról és Szent István király koronázásáról készült, összesen körülbelül 130 m² méretű festményeit.
Kompozíciói, képi világa, színei egyszerre hagyományosak és modernek, derűsek, megnyugtatóak, ugyanakkor gondolkodásra késztetőek. Emellett Szinte Gábor kiváló portréfestő, Dávid Ferencről, Bolyai Jánosról, Kodály Zoltánról, Huszti Péterről, Mándy Ivánról festett képei remekművek. Műveiből a nemzet nagy sorskérdései mellett az ember személyes lehetőségei, ereje, tartása iránti érdeklődés tükröződik.
Számos műve középületeket vagy középületek enteriőrjét díszíti. Műveit magán- és közgyűjtemények őrzik, köztük a Magyar Nemzeti Galéria, a székesfehérvári Szent István Király Múzeum, az esztergomi Keresztény Múzeum.

## Kötetei
- Szent István és III. Ottó. Az egységes Európa első megálmodói. Elveszett-e Szent István koronája?; Szenci Molnár Társaság, Bp., 2001 (A Herman Ottó Társaság nemzetpolitikai sorozata)
- Séták Velence és Firenze titkai körül. Itália kezdőknek és halandóknak; szerzői, Bp., 2001
- Róma, Nápoly, Apulia titkai; Jonathan Miller, Bp., 2003
- Velence és Firenze titkai. Itália kezdőknek és halandóknak; 2. bőv. kiad.; Jonathan Miller, Bp., 2005
- Sylvestre II. le savant. Panneaux de Gábor Szinte dans l'église de Saint-Simon. 50 photos en couleur de Szelényi Károly / II. Szilveszter a tudós. Szinte Gábor falképei Saint-Simon templomában. Szelényi Károly 50 színes felvétele; franciára ford. Horányi Krisztina; Magyar Képek, Veszprém–Bp., 2005
- Szabad szemmel. Önarckép tegnapelőttből a holnapba; Kairosz, Bp., 2006
- Tett és semmi más. Szinte Gábor festőművésszel beszélget Mezei Károly; Kairosz, Bp., 2008 (Magyarnak lenni)
- Az igazi Velence és Firenze közelről; 3. bőv. kiad.; Kairosz, Bp., 2011
- A székelykaputól a törülközőig. Szinte Gábor gyűjtései. Néprajzi Múzeum, 2015. április 16–2016. február 28. Kiállítási vezető; szerk. Bata Tímea, Tasnádi Zsuzsanna; Néprajzi Múzeum, Bp., 2015

## Kiállítások (válogatás)[2]
- 1958 • Palazzo Strozzi, Firenze

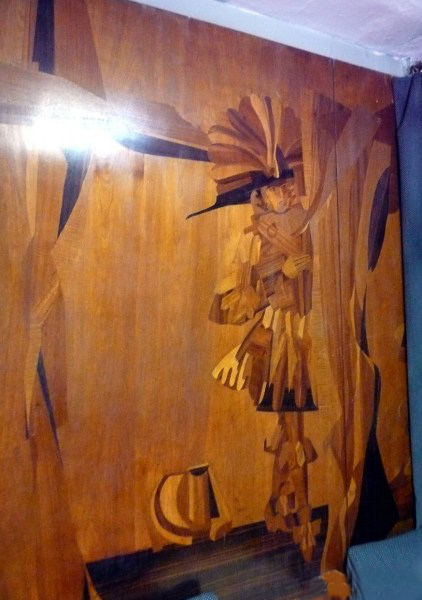
Faintarziák
Nemzeti Színház
Budapest (1966)

- 1965, 1970 • Csók Galéria, Budapest
- 1968 • Dürer Terem, Budapest
- 1969 • Róma
- 1971 • Szent István Király Múzeum, Székesfehérvár • Képcsarnok, Szeged
- 1969 • Messina
- 1974 • Bari
- 1976 • Galerie Mensch, Hamburg
- 1978 • Művelődési Ház, Bábolna • Velencei Galéria, Velence
- 1979 • Műcsarnok, Budapest
- 1981 • Conversano, Bari
- 1988 • Vigadó Galéria, Budapest (katalógussal)
- 1989 • Keresztény Múzeum, Esztergom • Stuttgart • Dortmund
- 1990 • München • Bassano
- 1991 • Építészek Kamarája
- 1992 • Camposampiero (Olaszország)
- 1995 • Horváth E. Galéria, Balassagyarmat
- 2001 • Vigadó Galéria, Budapest
- 2008 • Patakok, tengerek, Erdély, Itália, Szinte Gábor festőművész 80. születésnapja tiszteletére rendezett kiállítás, Forrás Galéria, Budapest
- 2009 • Emberközel, Forrás Galéria, Budapest
- 2010 • Keresztút, Forrás Galéria, Budapest

## Köztéri művei
- freskó (1959, Budapest, X. ker., Sibrik Miklós u.-i Általános Iskola)
- mozaikok (1960, Budapest, Heim Pál Gyermekkórház)
- faintarzia (1964, Kecskemét, Park Étterem)
- színes üvegablak (1965, Salgótarján, Karancs Szálló)
- mozaik (1965, Budapest, XI. ker., Érdi úti Általános Iskola)
- faintarzia (1966, Budapest, Nemzeti Színház)
- faintarzia (1967, Szakszervezetek Országos Tanácsa Üdülőhajó)
- mozaik (1967, Székesfehérvár, Könnyűfémmű)
- faintarzia (1969, Zalaegerszeg, Városi Tanács)
- faintarzia (1970, Keszthely, Helikon Szálló)
- faintarzia (1973, Budapest, Hazafias Népfront Országos Tanácsa)
- üvegablak (1973, Sopron, Soproni Sörgyár)
- faintarzia (1975, Hévíz, Thermál Szálló)
- színes üvegablak (1978 Gyöngyös, Mátra Művelődési Ház)
- faintarzia (1982, Budapest, Hotel Atrium Hyatt)
- faintarzia (1984, Budapest, MAFILM)
- faintarzia (1986, Budapest, XVII. ker., Dózsa György Művelődési Ház)
- faintarzia (1987, Kaposvár, Mezőgazdasági Főiskola).
- falra ragasztott olajfestmények (2004-2006, Saint Simon falu, Cantal megye (Franciaország) neoromán templomában Gerbert, a magyar Szent Koronát küldő II. Szilveszter pápa tiszteletére)

## Díjak, elismerések
- Rákosmente díszpolgára (2008)[1]
- A Magyar Köztársasági Érdemrend középkeresztje (2011)